# Richard Tarnas
Richard Theodore Tarnas (n. 21 de febrero de 1950) es historiador cultural y profesor de filosofía y psicología en el California Institute of Integral Studies de San Francisco y director fundador de su programa de graduado en Filosofía, Cosmología y Conocimiento. Es autor de The Passion of the Western Mind (1991) (La pasión de la mente occidental) y Cosmos and Psyche (2006) (Cosmos y Psique).

## Biografía
Tarnas nació el 21 de febrero de 1950 en Ginebra, Suiza, de padres estadounidenses. Su padre, también Richard Tarnas, era un abogado gubernamental, expresidente del Michigan Federal Bar Association, y profesor de derecho. Su madre, María Lou, era profesora y ama de casa. Creció en Detroit, Míchigan, estudiando en la University of Detroit Jesuit High School and Academy. En 1968 entró en Harvard, terminando la carrera con un A. B. cum laude en 1972. Durante diez años vivió y trabajó en el Esalen Institute, Big Sur, California, estudiando junto a Joseph Campbell, Gregory Bateson, Huston Smith, y Stanislav Grof, trabajando más tarde como director de programas y educación. Recibió su Doctorado en Filosofía del Saybrook Institute en 1976. Desde 1980 a 1990 escribió The Passion of the Western Mind (La pasión de la mente occidental), una historia narrativa sobre el pensamiento occidental que llegaría a ser un best seller, y que continúa siendo un texto utilizado ampliamente en las universidades de todo el mundo.

## Ideas
Tarnas es conocido por su trabajo integrativo en epistemología y cosmología. Su primer libro, The Passion of the Western Mind (La pasión de la mente occidental), proporciona un marco interdisciplinario para "entender las ideas que han formado nuestra visión del mundo", que él describe como "una nueva perspectiva para entender la historia intelectual y espiritual de nuestra cultura... focalizando la esfera crucial de interacción entre la filosofía, la religión, y la ciencia", así como su concepto clave de Epistemología Participativa, discutido más tarde en relación con la Psicología transpersonal por Jorge Ferrer, Cristóbal Bache, y otros. Se ha sugerido que el trabajo de Tarnas es una importante contribución a los movimientos denominados de Pensamiento Integral o Teoría Integral.
Su segundo libro, Cosmos and Psique (Cosmos y Psique), desafía las suposiciones básicas sobre la visión moderna mundial, postulando la existencia de una consistente correspondencia entre movimientos planetarios (expresamente aspectos astrológicos) y el modelo arquetípico de la experiencia humana, también denominado Astrología.
Este volumen examina épocas emblemáticas de revolución cultural como los años 1960 y la Revolución francesa (ambos caracterizados por alineaciones axiales de Urano y Plutón), así como períodos de crisis histórica tales como las guerras mundiales, el Gran Despertar, la Guerra de Independencia de los Estados Unidos, el Romanticismo, la Ilustración y el 11 de septiembre.
Cosmos y Psique también explora patrones comparativos y correlaciones planetarias en las vidas de muchos individuos, desde Charles Darwin, René Descartes, Nietzsche, Abraham Lincoln, Isaac Newton, Nicolás Copérnico, Freud a Martin Luther King, Betty Friedan, Rosa Parks y John Lennon.
El libro sugiere una nueva posibilidad para integrar religión y ciencia, alma e intelecto, sabiduría antigua y razón moderna, en una búsqueda tendente a entender el pasado y crear el futuro.

## Obra

### Libros
- LSD psychotherapy, theoretical implications for the study of psychology, 1976[2]
- Birth and rebirth: LSD, psychoanalysis, and spiritual enlightenment[3][4]
- The Passion of the Western Mind: Understanding the Ideas That Have Shaped Our World View, 1991; Ballantine (ISBN 0-345-36809-6)
- Prometheus the Awakener: An Essay on the Archetypal Meaning of the Planet Uranus, 1995; Spring Publications, Woodstock, CT (ISBN 0-88214-221-6)
- Cosmos and Psyche: Intimations of a New World View, 2006; Viking (ISBN 0-670-03292-1)

### Artículos
- "Uranus and Prometheus" Spring, 1983 psycnet.apa.org
- "The Transfiguration of the Western Mind in Philosophy and the Human Future" Cross currents ISSN 0011-1953 1989, vol. 39, no3, pp. 258-280 Association for Religion and Intellectual Life, New Rochelle, NY
- "The Transfiguration of the Westem Mind" ReVision, 1990
- "The Masculine Mind" Only Connect: Soil, Soul and Society, 1990
- "The Western Mind at the Threshold," The Quest, Summer 1993 (también publicado en Re-vision, Vol. 16, 1993)
- "The Western World View: Past, Present And Future" en R. E. Di Carlo (Ed.), Towards a New World View: Conversations at the Leading Edge., 1996
- "The Great Initiation", Noetic Sciences Review, Vol. 47, Winter 1998
- "A new birth in freedom: A (p)review of Jorge Ferrer's Revisioning transpersonal theory: A participatory vision of human spirituality" Journal of Transpersonal Psychology, 2001
- R Tarnas, E Laszlo, S Gablik, "The Cosmic World-How We Participate in Thee and Thou in Us" Revision 2001
- Foreword to Revisioning Transpersonal Theory por Jorge Ferrer, 2002; SUNY
- "Two Suitors: A Parable" ReVision: A Journal of Consciousness 2007 Heldref Publications
- "The modern self and our planetary future: a participatory view" symposium De Binnenkant van Duurzaamheid 2008
- "The Planets" Theoretical Foundations of Archetypal Cosmology, 2009 - archaijournal.org
- "The Ideal and the Real" Theoretical Foundations of Archetypal Cosmology 2009
- "World Transits 2000–2020" archaijournal.org

### Video
- Tarnas, Richard; Pacifica Graduate Institute (2006). Jung, Cosmology, and the Transformation of the Modern Self (DVD). Santa Barbara, Calif.: Depth Video. OCLC 642056090. «Recorded at Pacifica Graduate Institute on April 8-9, 2006.»

## Edición en castellano
- La pasión de la mente occidental. Para la comprensión de las ideas que modelaron nuestra cosmovisión. Traductor: Marco Aurelio Galmarini. Colección Memoria Mundi. Cartoné. Vilaür: Ediciones Atalanta. 2021 5ª edición. ISBN 978-84-935763-1-8.
- Cosmos y Psique. Indicios para una nueva visión del mundo. Traductor: Marco Aurelio Galmarini. Colección Memoria Mundi. Cartoné. Vilaür: Ediciones Atalanta. 2021 4ª edición. ISBN 978-84-946136-4-7.